# Jacob Thompson

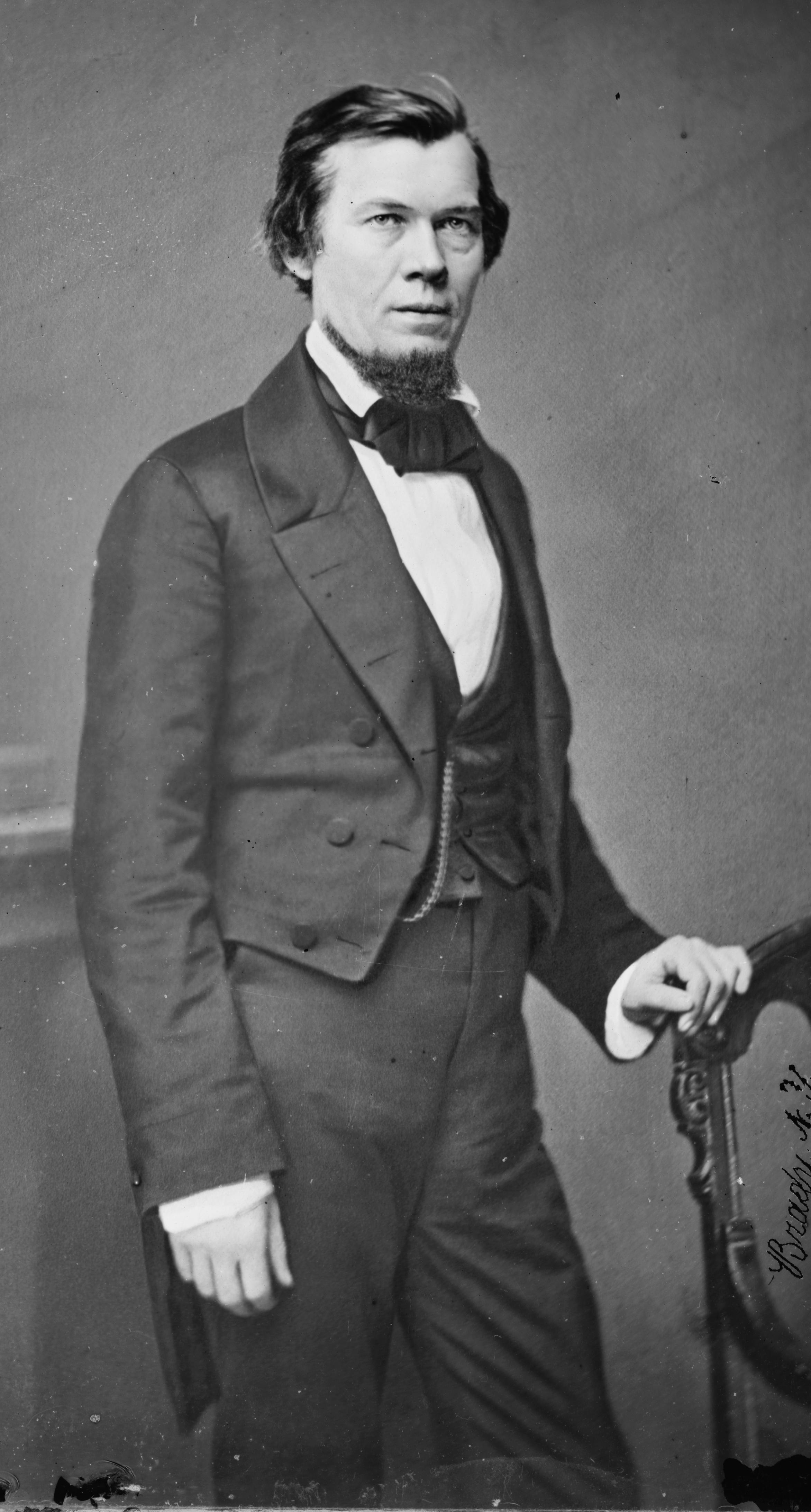
Jacob Thompson

Jacob Thompson, född 15 maj 1810 i Leasburg, North Carolina, död 24 mars 1885 i Memphis, Tennessee, var en amerikansk politiker (demokrat). Han var ledamot av USA:s representanthus från delstaten Mississippi 1839-1851. Han tjänstgjorde som USA:s inrikesminister 1857-1861 under president James Buchanan.
Thompson utexaminerades 1831 från University of North Carolina at Chapel Hill. Han arbetade sedan som universitetslärare, studerade juridik och inledde 1835 sin karriär som advokat i Mississippi. Han blev invald i representanthuset i kongressvalet 1838. Han omvaldes fem gånger. Han ställde upp för omval i kongressvalet 1850 men besegrades av unionisten Benjamin D. Nabers.
Thompson efterträdde 1857 Robert McClelland som inrikesminister. Slaverifrågan var mycket omdebatterad i Regeringen Buchanan och Thompson ställde sig tydligt på sydstaternas sida. Han avgick som inrikesminister den 8 januari 1861 för att han stödde sydstaternas utträde ur USA. Han tjänstgjorde i Amerikas konfedererade staters armé under amerikanska inbördeskriget.
Thompson avled 1885 och gravsattes på Elmwood Cemetery i Memphis.